# أنفال الدويسان
أنفال الدويسان (23 يونيو 1978-)، روائية وكاتبة كويتية.

## مشوارها المهني
حاصلة على بكالوريوس إعلام تخصص إذاعة وتلفزيون و على شهادة الماجستير في العلوم السياسية تخصص علاقات دولية بتقدير امتياز مع مرتبة الشرف وكانت الأولى على دفعتها.
انطلاقتها في الكتابة جاءت بمحض الصدفة حينما وجدت في خزانتها مذكرات قديمة بمنزل عائلتها كانت قد كتبتها أيام الجامعة إنهت من كتابة أول سيناريو مسلسل تلفزيوني عام 2007 والذي حمل اسم “في أمل” ولم تستطع إقناع المنتجين أو حتى المخرجين بمجرد قراءته كان التبرير الوحيد الذي سمعته من الجميع بأن الإنتاج التلفزيوني مكلف جداً ولن يجازف أحد مع كاتبة جديدة، وكتبت بعدها نصاً آخر في عام 2009 والذي حمل اسم “صديقات العمر ” ولم يتغير شيء حينها"
عام 2013 وبعد عمل أخذ منها أكثر من سنة أصدرت روايتها الأولى “مذكرات أنثى مختلفة” و بيعت خلال عشرة أيام في معرض الكتاب الدولي،بعدها قرر أحد المنتجين أن يقوم بإنتاج سيناريو “صديقات العمر” الذي كتبته عام 2009 

### حياتها الأسرية
متزوجة ولديها أربعة أبناء 

## أعمالها

### في الأعمال التلفزيونية
| العام | اسم العمل                            | نوع العمل |
| ----- | ------------------------------------ | --------- |
| 2014  | صديقات العمر                         | مسلسل     |
| 2015  | في أمل                               | مسلسل     |
| 2016  | حكايات سداسية أحلام وردية ، حين أراك | مسلسل     |
| 2017  | ذكريات لا تموت                       | مسلسل     |
| 2018  | محطة إنتظار                          | مسلسل     |
| 2021  | الروح والرية                         | مسلسل     |
| 2023  | ماما غنيمة                           | مسلسل     |
| 2024  | حياة لاتشبهني                        | مسلسل     |

### في الروايات
| العام | الرواية            | الناشر             |
| ----- | ------------------ | ------------------ |
| 2013  | مذكرات أنثى مختلفة | باب الكويت للصحافة |